# Syedra caporiaccoi
Syedra caporiaccoi is een spinnensoort in de taxonomische indeling van de hangmatspinnen (Linyphiidae).
Het dier behoort tot het geslacht Syedra. De wetenschappelijke naam van de soort werd voor het eerst geldig gepubliceerd in 1938 door Gábor von Kolosváry.